# Riverton (Washington)
Pour les articles homonymes, voir Riverton.
Riverton  est une census-designated place américaine de l'État de Washington dans le comté de King. 
La population était de 6 407 habitants en 2010.